# Ocyptamus nitidulus
Ocyptamus nitidulus är en tvåvingeart som först beskrevs av Charles Howard Curran 1930.  Ocyptamus nitidulus ingår i släktet Ocyptamus och familjen blomflugor. Inga underarter finns listade i Catalogue of Life.